# Titularbistum Marcopolis
Marcopolis (ital.: Marcopoli) ist ein Titularbistum der römisch-katholischen Kirche.
Es geht zurück auf ein früheres Bistum in der römischen Provinz Mesopotamia bzw. in der Spätantike Osrhoene in Syrien östlich des Euphrats. Das Bistum gehörte der Kirchenprovinz Edessa an.
| Titularbischöfe von Marcopolis |                                   | |                   |                   |
| Nr.                            | Name                              | Amt                                                                                                 | von               | bis               |
| 1                              | Charles de Pradel                 | Koadjutorbischof von Montpellier (Frankreich)                                                       | 27. April 1676    | 24. Juni 1676     |
| 2                              | George Witham                     | Apostolischer Vikar von Midland District Apostolischer Vikar von Northern District (Großbritannien) | 12. August 1702   | 16. April 1725    |
| 3                              | Joannes Wenceslaus von Freyenfels | Weihbischof in Olmütz (Tschechien)                                                                  | 16. Dezember 1771 | 1778              |
| 4                              | Miguel Fernández Flórez OFM       | Weihbischof in Quito (Ecuador) Weihbischof in Sevilla (Spanien)                                     | 10. Juli 1815     | 14. August 1822   |
| 5                              | Grzegorz Michał Szymonowicz       | Koadjutorerzbischof von Armenische Erzeparchie Lemberg (Ukraine)                                    | 19. März 1857     | 5. Juli 1857      |
| 6                              | James Whelan OP                   | Koadjutorbischof von Nashville (USA)                                                                | 15. April 1859    | 21. Februar 1860  |
| 7                              | Ignacio Mateo Guerra y Alba       | Koadjutorbischof von Guadalajara (Mexiko)                                                           | 8. April 1862     | 28. Februar 1864  |
| 8                              | Giuseppe Salandari OFMConv        | Apostolischer Visitator im Vikariat Moldau (Rumänien)                                               | 22. April 1864    | 29. Dezember 1873 |
| 9                              | Pierre-Paul Durieu OMI            | Apostolischer Koadjutorvikar / Apostolischer Vikar von British Columbia (Kanada)                    | 2. Juni 1875      | 2. September 1890 |
| 10                             | Manuel Tovar y Chamorro           | | 4. Juni 1891      | 22. August 1898   |
| 11                             | Alexander Joseph McGavick         | Weihbischof in Chicago (USA)                                                                        | 2. Dezember 1898  | 21. November 1921 |
| 12                             | Jāzeps Rancāns                    | Weihbischof in Riga (Lettland)                                                                      | 29. Oktober 1923  | 5. Dezember 1969  |